# Synagoge (Plau am See)

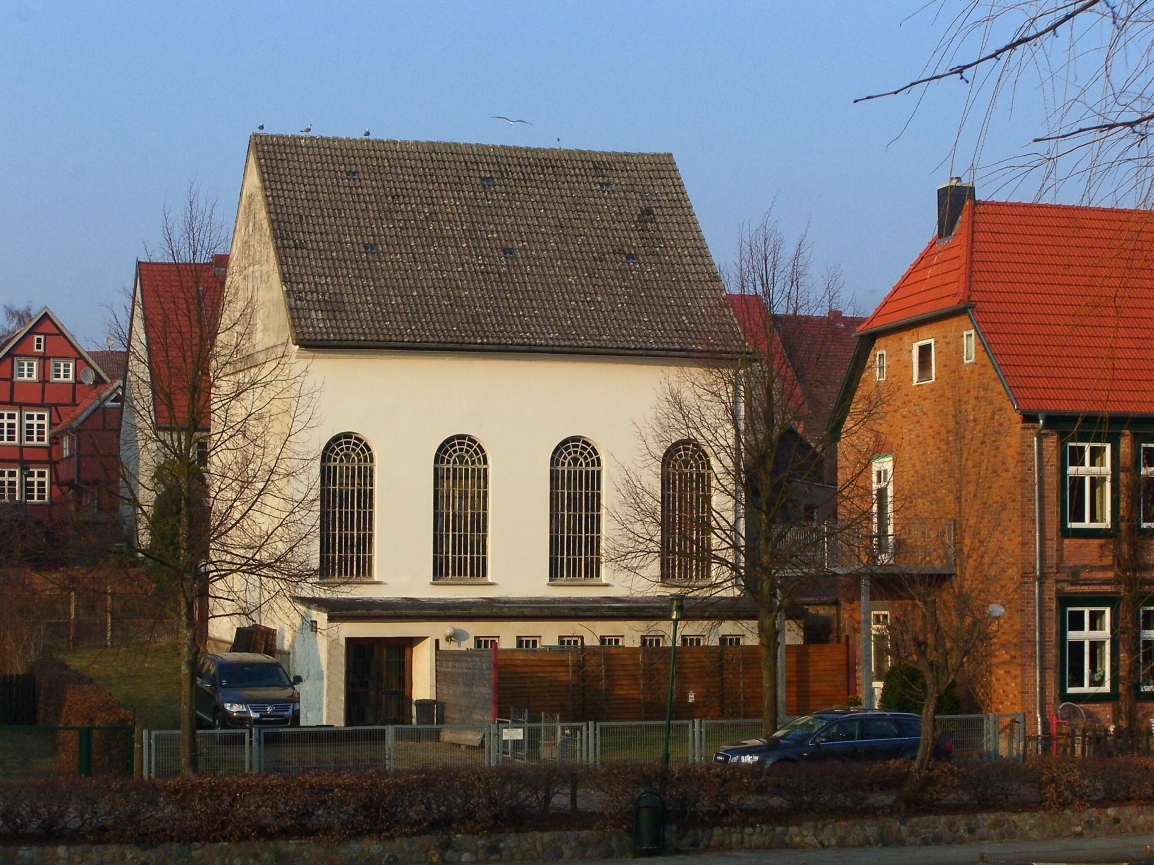
Ehemalige Synagoge in Plau am See (2011)

Die Synagoge in Plau am See, einer Stadt im Landkreis Ludwigslust-Parchim im Süden von Mecklenburg, wurde 1839/1840 errichtet. Die inzwischen profanierte Synagoge an der Strandstraße 10 ist ein geschütztes Baudenkmal. Das Gebäude diente nach Auflösung der jüdischen Gemeinde von 1921 bis 2003 als katholische St.-Paulus-Kirche und kam danach in Privatbesitz.

## Geschichte
Vor der Errichtung der Synagoge nutzte die jüdische Gemeinde bis 1840 ein Haus in der Scharrenstraße als Betsaal und Lehrerwohnung. Der Putzbau wurde nach Plänen von Landbaumeister Carl Voß errichtet. Am 23. Oktober 1840 erfolgte die Einweihung der Synagoge durch den Landesrabbiner Samuel Holdheim. Der letzte jüdische Gottesdienst fand im September 1904 statt. Bereits zwei Jahre zuvor hatte mangels jüdischer Männer der evangelische Ortspastor August Wiegand das an Rosch ha-Schana für einen vollwertigen Gottesdienst erforderliche Minjan ergänzt.
Im April 1920 erwarb der katholische Fabrikant Paul Strauss aus Essen das Gebäude, ließ es in eine Kirche umbauen und schenkte es dem Bischöflichen Stuhl Osnabrück. Die katholische Gemeinde feierte am Sonntag Okuli 1921 (21. Februar) ihren ersten Gottesdienst und nutzte das Gebäude für mehr als 80 Jahre als Gotteshaus. Der Toraschrein diente als Teil des Altars. 1939 wurde das Gebäude wegen Baufälligkeit gesperrt, konnte aber nach einigen Baureparaturen nach 1945 wieder genutzt werden.
In den Jahren 1961/1962 wurde das Gebäude ohne denkmalpflegerische Rücksichtnahme instand gesetzt und insbesondere im Innenraum durch Einbau neuer Decken, Fußböden und Gestühl stark verändert. Durch einen Anbau an der Südseite (Sakristei) wurde vergeblich versucht, ein weiteres Absenken des südlichen Fundamentes zu verhindern. Weitere Umbauten veränderten die Originalsubstanz der Fenster und Türen komplett. Lediglich die Frauenempore und der ehemalige Toraschrein blieben in ihrer Substanz weitgehend erhalten.
Nach 1990 verschlechterte sich aufgrund von Fundamentsetzungen der bauliche Zustand weiter erheblich, was 2002 zur baupolizeilichen Sperrung führte. Im Jahr 2005 wurde der Bau als Kirchengebäude entwidmet. Inzwischen befindet er sich in Privatbesitz und steht leer.
Der Toraschrein und die Frauenempore wurden geborgen und werden seither in der Sammlung zur jüdischen Geschichte Mecklenburgs in der Synagoge Röbel verwahrt. Obwohl derzeit kein Nutzungskonzept vorliegt, ist ein Abriss des als Lager genutzten Gebäudes gegenwärtig (Stand 2025) nicht zu befürchten.